# Turenne (Corrèze)
Pour les articles homonymes, voir Turenne.
Turenne (Torena en occitan) est une commune française située dans le département de la Corrèze en région Nouvelle-Aquitaine.
Les habitants s'appellent les Viscomtins, en souvenir de la vicomté de Turenne, ou Turennois.

## Géographie
Le village, perché sur une butte du Jurassique, se situe aux confins de la Corrèze au nord, à quelques kilomètres de la Dordogne à l'ouest (région Nouvelle-Aquitaine), à 3 km du Lot (région Occitanie) au sud.
La butte est entourée d'une vaste dépression, bordée à l'est par la faille de Meyssac (la fin du Massif Central). Durant la 2e ère géologique, le territoire était recouvert par la mer, quelques témoins nous restent de cette période, un cimetière de fossiles de coquilles Saint-Jacques au pied du village et de coquillages au pied du château.
Il semblerait que la 1re implantation du château se trouvait à quelques centaines de mètres à l'est, sur le Puy de Gondres.
La butte domine la vallée de la Tourmente et contrôlait l'ancienne voie Limoges-Brive-Cahors-Toulouse.
La commune est bordée au nord-est par la Loyre.

### Communes limitrophes
Les communes limitrophes sont  Cosnac, Cressensac-Sarrazac, Jugeals-Nazareth, Lanteuil, Ligneyrac, Nespouls et Noailhac.
| Jugeals-Nazareth | Cosnac         | Lanteuil  |
| Nespouls         | Turenne        | Noailhac  |
| Cressensac (Lot) | Sarrazac (Lot) | Ligneyrac |

### Climat
Pour des articles plus généraux, voir Climat de la Nouvelle-Aquitaine et Climat de la Corrèze.
Historiquement, la commune est exposée à un climat océanique aquitain.  
En 2020, Météo-France publie une typologie des climats de la France métropolitaine dans laquelle la commune est dans une zone de transition entre le climat océanique altéré et le climat de montagne et est dans la région climatique  Ouest et nord-ouest du Massif Central, caractérisée par une pluviométrie annuelle de 900 à 1 500 mm, maximale en automne et en hiver.
Pour la période 1971-2000, la température annuelle moyenne est de 12,3 °C, avec  une amplitude thermique annuelle de 15,6 °C. Le cumul annuel moyen de précipitations est de 1 040 mm, avec 12,5 jours de précipitations en janvier et 7,1 jours en juillet. Pour la période 1991-2020, la température moyenne annuelle observée sur la station météorologique la plus proche, située sur la commune de Nespouls à 6 km à vol d'oiseau, est de 12,6 °C et le cumul annuel moyen de précipitations est de 836,4 mm,. Pour l'avenir, les paramètres climatiques de la commune estimés pour 2050 selon différents scénarios d’émission de gaz à effet de serre sont consultables sur un site dédié publié par Météo-France en novembre 2022.

## Urbanisme

### Typologie
Au 1er janvier 2024, Turenne est catégorisée commune rurale à habitat dispersé, selon la nouvelle grille communale de densité à 7 niveaux définie par l'Insee en 2022.
Elle est située hors unité urbaine. Par ailleurs la commune fait partie de l'aire d'attraction de Brive-la-Gaillarde, dont elle est une commune de la couronne,. Cette aire, qui regroupe 80 communes, est catégorisée dans les aires de 50 000 à moins de 200 000 habitants,.

### Occupation des sols
L'occupation des sols de la commune, telle qu'elle ressort de la base de données européenne d’occupation biophysique des sols Corine Land Cover (CLC), est marquée par l'importance des territoires agricoles (53,5 % en 2018), en augmentation par rapport à 1990 (51 %). La répartition détaillée en 2018 est la suivante : 
forêts (45,8 %), prairies (45 %), zones agricoles hétérogènes (8,5 %), zones urbanisées (0,7 %).
L'évolution de l’occupation des sols de la commune et de ses infrastructures peut être observée sur les différentes représentations cartographiques du territoire : la carte de Cassini (XVIIIe siècle), la carte d'état-major (1820-1866) et les cartes ou photos aériennes de l'IGN pour la période actuelle (1950 à aujourd'hui).

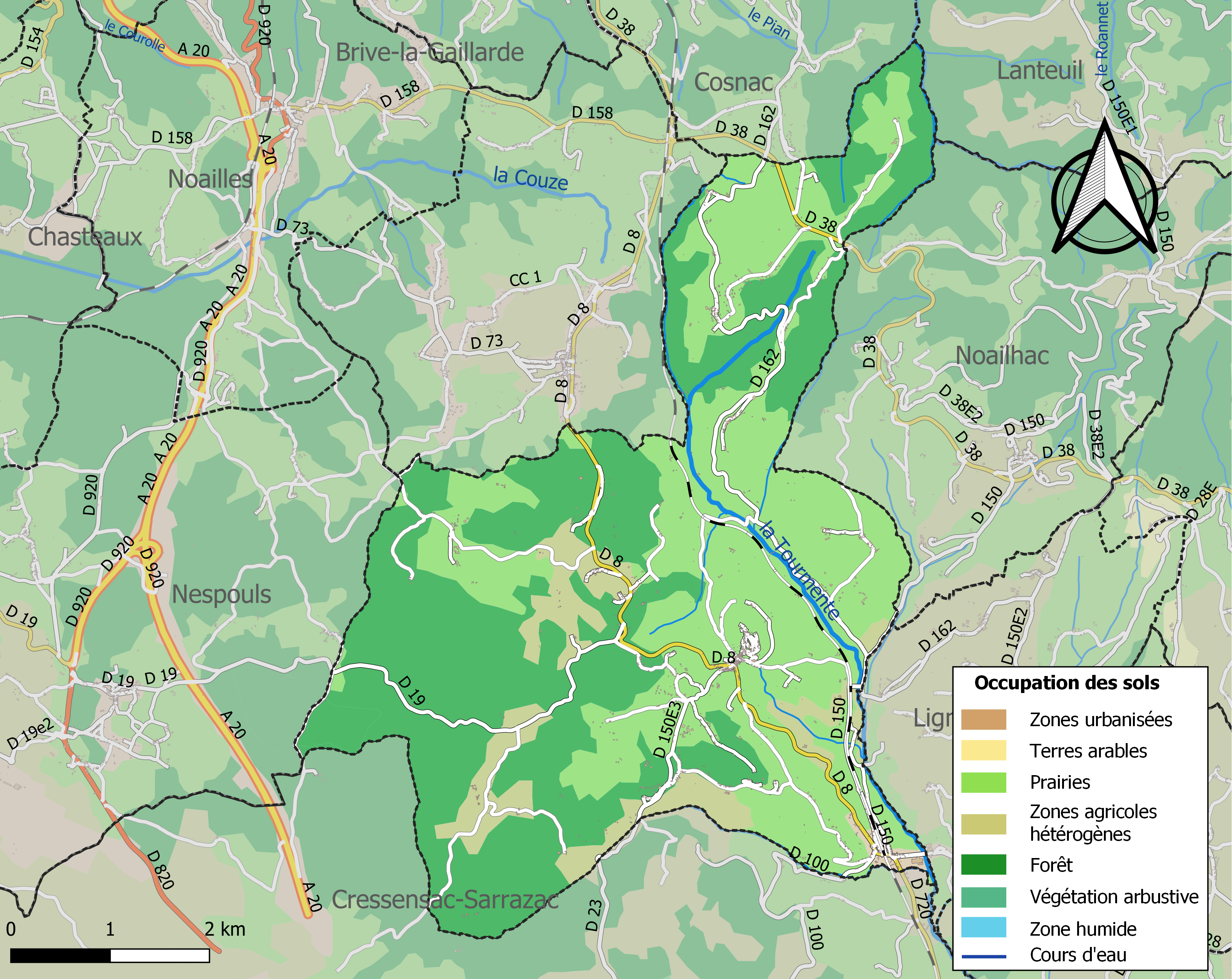
Carte des infrastructures et de l'occupation des sols de la commune en 2018 (CLC).

### Risques majeurs
Le territoire de la commune de Turenne est vulnérable à différents aléas naturels : météorologiques (tempête, orage, neige, grand froid, canicule ou sécheresse), feux de forêts, mouvements de terrains et séisme (sismicité très faible). Il est également exposé à un risque particulier : le risque de radon. Un site publié par le BRGM permet d'évaluer simplement et rapidement les risques d'un bien localisé soit par son adresse soit par le numéro de sa parcelle.

#### Risques naturels

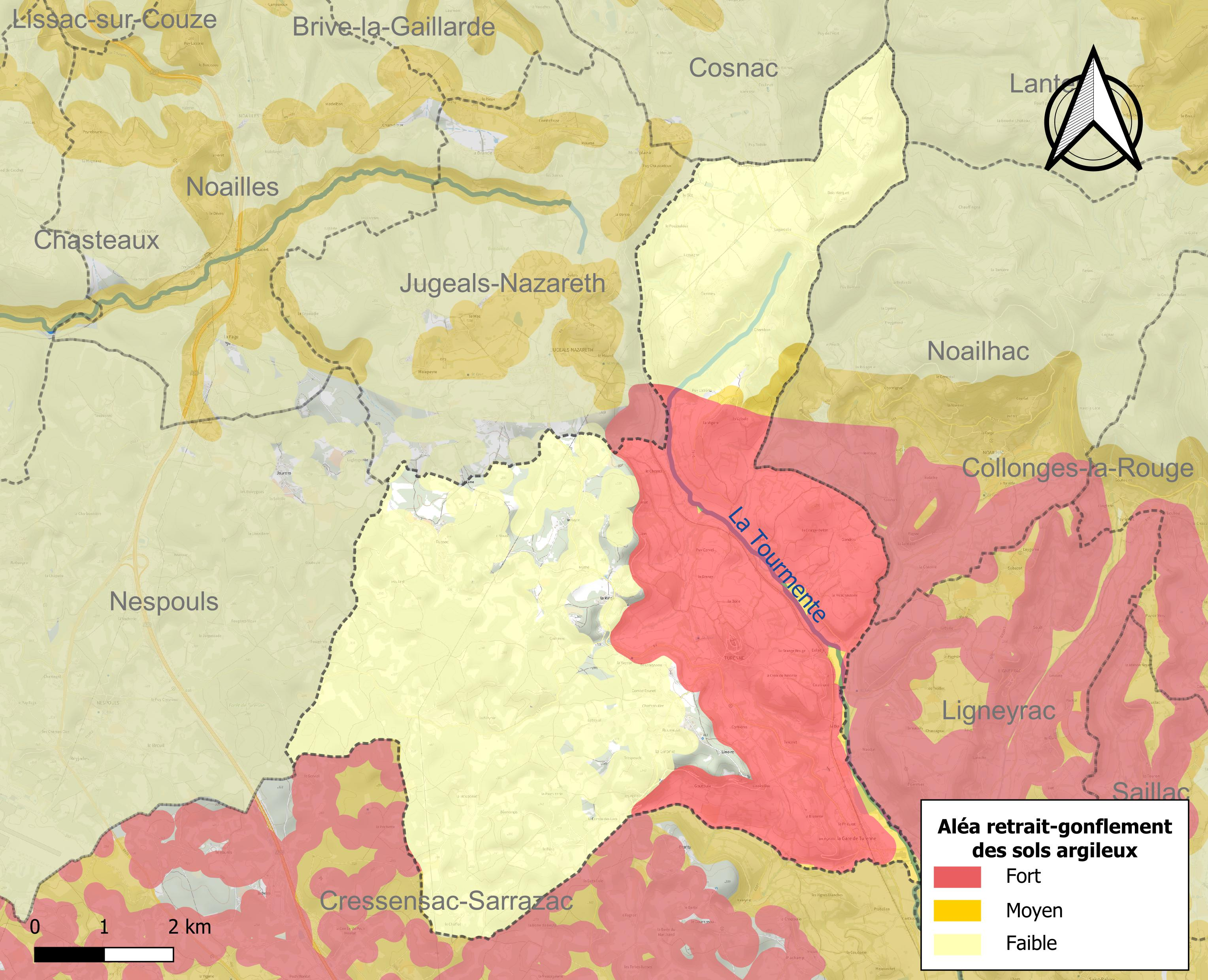
Carte des zones d'aléa retrait-gonflement des sols argileux de Turenne.

La commune est vulnérable au risque de mouvements de terrains constitué principalement du retrait-gonflement des sols argileux. Cet aléa est susceptible d'engendrer des dommages importants aux bâtiments en cas d’alternance de périodes de sécheresse et de pluie. 33,7 % de la superficie communale est en aléa moyen ou fort (26,8 % au niveau départemental et 48,5 % au niveau national). Sur les 564 bâtiments dénombrés sur la commune en 2019,  292 sont en aléa moyen ou fort, soit 52 %, à comparer aux 36 % au niveau départemental et 54 % au niveau national. Une cartographie de l'exposition du territoire national au retrait gonflement des sols argileux est disponible sur le site du BRGM,.
Concernant les feux de forêt, aucun plan de prévention des risques incendie de forêt (PPRIF) n’a été établi en Corrèze, néanmoins le code de l’urbanisme impose la prise en compte des risques dans les documents d’urbanisme. Le périmètre des servitudes d'utilité publique et des zones d'obligation légale de débroussaillement pour les particuliers est quant à lui défini pour la commune dans une carte dédiée. 

#### Risque particulier
Dans plusieurs parties du territoire national, le radon, accumulé dans certains logements ou autres locaux, peut constituer une source significative d’exposition de la population aux rayonnements ionisants. Certaines communes du département sont concernées par le risque radon à un niveau plus ou moins élevé. Selon la classification de 2018, la commune de Turenne est classée en zone 3, à savoir zone à potentiel radon significatif. 

## Histoire

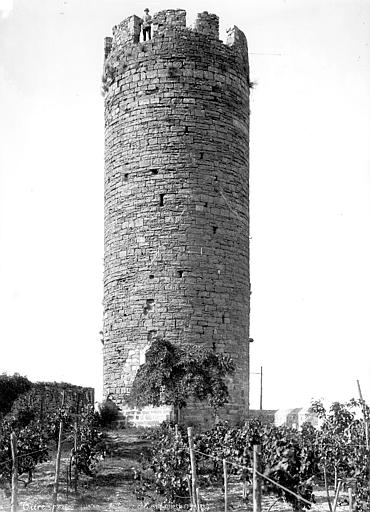
Tour de César
par Séraphin-Médéric Mieusement
(septembre 1891).

### Moyen-Âge
Les premiers seigneurs de Turenne apparaissent au IXe siècle (823).
Adadelme, comte de Troyes de 886 à 894, meurt prisonnier à Turenne 14 jours après avoir été fait prisonnier alors qu'il attaquait Aurillac avec son frère Adémar d'Angoulême.
Devenue un véritable état féodal à la suite des croisades, puis un des plus grands fiefs de France au XIVe siècle, le comté de Quercy puis la vicomté de Turenne jouit du Moyen Âge au XVIIIe siècle d'une autonomie complète. Jusqu'en 1738, les vicomtes, tenus à un simple hommage d'honneur envers le roi et exempts d'impôts à son égard, agissent en véritables souverains : ils sont exempts des convocations de ban et d'arrière-ban, réunissent des États généraux, lèvent les impôts, battent monnaie, anoblissent. 

La vicomté forme un état dans l'État. Ainsi, lorsque le roi interdit dans le royaume la culture du tabac, introduite en France dans la deuxième moitié du XVIIe siècle et particulièrement développée en Turenne, cette mesure ne s'applique pas à la vicomté où, au contraire, la culture du tabac s'intensifie.
La seigneurie de Turenne occupe un territoire limité par trois provinces et trois évêchés. Jouxtant le Périgord noir, elle prend appui dès l'origine sur le Bas Limousin et le Quercy. 
Elle contrôle notamment les transhumances de bétail entre les plateaux du Limousin et ceux du Quercy. 

Dans sa plus grande extension, au XVe siècle, elle s'étire des environs de Meymac ou de Lapleau (Corrèze), au nord-est, à ceux de Terrasson (Dordogne), à l'ouest, et de Gramat (Lot), au sud. 

À cette époque, les principales villes fortifiées de la vicomté sont Argentat, Servières, Beaulieu, Gagnac, Martel, Saint-Céré et Turenne ; les remparts entourent également les bastides de Bretenoux et Puybrun, les cités de Carennac, Vayrac, Curemonte, Meyssac et Collonges. On dénombre alors environ 100 000 habitants, répartis en 18 500 feux, 111 paroisses, 1 200 villages et bon nombre d'abbayes.

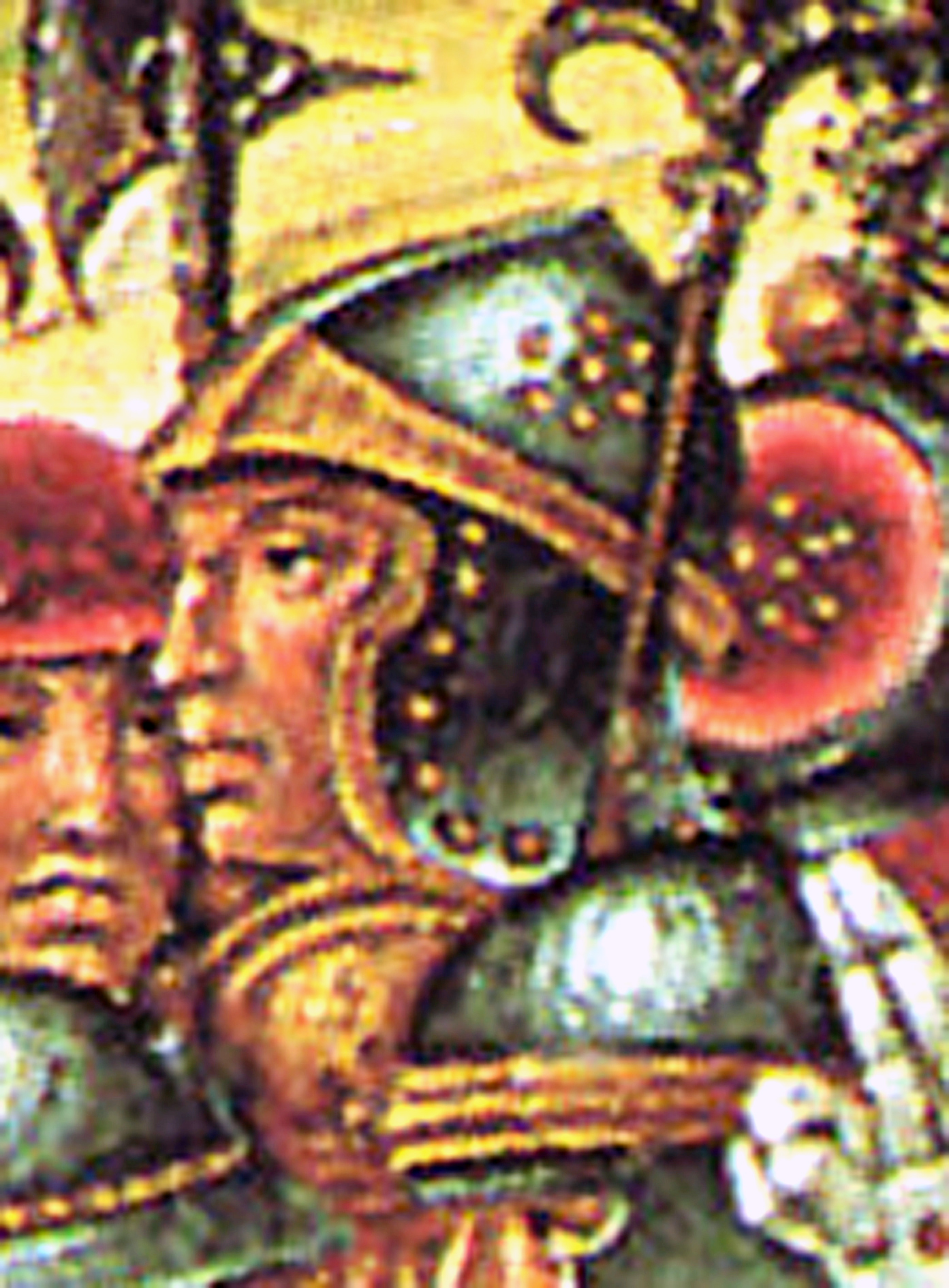
Raymond VIII de Turenne
par Girolamo di Benvenuto
fresque de l'Ospedale Santa Maria della Scala à Sienne.

Turenne a vu se succéder quatre familles de vicomtes. 

Du IXe au XIIIe siècle, les Comborn, originaires de la vallée de la Vézère, qui participent activement aux croisades et aux guerres franco-anglaises, obtiennent des privilèges exorbitants des rois de France. 

Puis, durant la première moitié du XIVe siècle, la vicomté est reprise par les comtes de Comminges, grands féodaux pyrénéens, avant d'être cédée pendant 94 ans aux Roger de Beaufort, dont sont issus deux papes d'Avignon, Clément VI et Grégoire XI. Cette famille donne deux vicomtes : Guillaume III Roger de Beaufort, Raymond de Turenne, huitième du nom et deux vicomtesses Antoinette de Turenne et Éléonore de Beaujeu.

### XVIe–XVIIIesiècle
Ensuite, de 1444 à 1738, la vicomté devient la possession de la famille des La Tour d'Auvergne. À leur apogée, Henri de La Tour d'Auvergne (1555-1623), coreligionnaire et compagnon d'armes du roi Henri IV, devient duc de Bouillon et prince de Sedan. Son fils Henri (1611-1675), maréchal de France, reçoit le surnom de « grand Turenne ».
Sous les La Tour d'Auvergne, la vicomté passe à la Réforme. Le calvinisme, propagé par les bateliers de la Dordogne, se diffuse dans la région. En 1575, après la Saint-Barthélemy, Henri de La Tour s'engage aux côtés d'Henri de Navarre ; Turenne devient un haut lieu des guerres de religion puis des troubles de la Fronde.
Le 8 mai 1738, Turenne est vendue à Louis XV, pour rembourser les dettes de jeu de Charles-Godefroy, le dernier des vicomtes de la famille La Tour d'Auvergne. Ainsi prend fin la quasi-indépendance du dernier fief français. Les Viscomtins, devenus sujets de Louis XV, sont alors contraints à l'impôt et le roi ordonne le démantèlement de la forteresse. 

À la Révolution, Turenne n'est plus que le siège d'une prévôté royale.
Sous la Révolution française, pour suivre un décret de la Convention, la commune change de nom pour Mont-Franc.
De la tour César (tour du suzerain) on aperçoit le village de Jugeals Nazareth. La chapelle Notre-Dame-de-Nazareth est mentionnée dans un livre belge, du XIIIe siècle, des pèlerins de Saint-Jacques de-Compostelle comme un arrêt conseillé. Nazareth appartenait à Turenne jusqu'au XIXe siècle, date à laquelle le village fut rattaché à Jugeals.

### XXesiècle
Au début de la Seconde Guerre mondiale, Germain Auboiroux, régional clandestin du Parti communiste en Corrèze et résistant, Robert Delord militant communiste et résistant en Corrèze puis en Dordogne puis capitaine Francs-tireurs et partisans, et Édouard Valéry, participent aux activités des tracts clandestins et les glissaient dans les boîtes aux lettres de la ville de Turenne.
Dicton corrézien célèbre :
VENTADOUR vente,

POMPADOUR pompe,

TURENNE règne,

Et CHATEAUNEUF ne les craint pas d'un œuf,

Des CARS richesse (grandeur),

BONNEVAL noblesse.

## Politique et administration

### Liste des maires

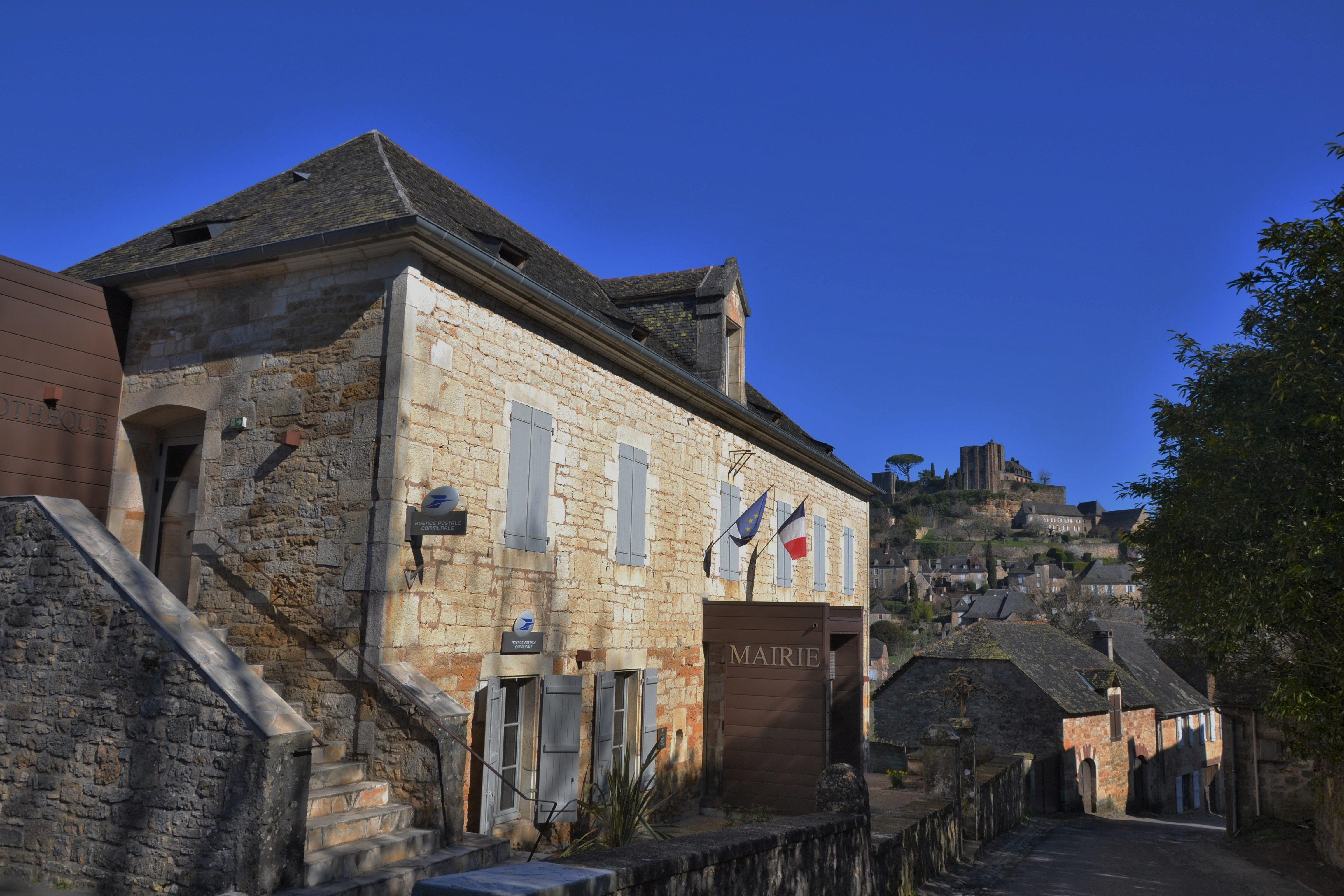
Mairie de Turenne

| Période | Période  | Identité                                    | Étiquette | Qualité                                                                     |
| ------- | -------- | ------------------------------------------- | --------- | --------------------------------------------------------------------------- |
| 1789    | 1790     | SCLAFER DE CHAUNAC                          |           | Président d’honneur d’un corps comprenant des échevins et des conseillers   |
| 1790    | 1793     | Gaubert ROCHE                               |           | chef du corps municipal                                                     |
| 1793    | 1793     | Jean Laguarigue                             |           |                                                                             |
| 1793    | 1794     | Léon NOIRET                                 |           |                                                                             |
| 1794    | 1794     | Jean-Baptiste Verdier                       |           | instituteur                                                                 |
| 1795    | 1800     | GiIles MUZAC, Simon VEYSSIE, Pierre MOURNAT |           |                                                                             |
| 1800    | 1804     | Martin DESCHAMPS                            |           | Martin DESCHAMPS est le premier maire nommé par le chef de l’Etat.          |
| 1804    | 1812     | Jean-Baptiste DE COSNAC                     |           |                                                                             |
| 1812    | 1815     | Gaubert ROCHE                               |           |                                                                             |
| 1815    | 1821     | Antoine MUZAC                               |           | chirurgien-major                                                            |
| 1821    | 1830     | Jean MOLINI                                 |           | docteur en médecine                                                         |
| 1830    | 1860     | Antoine VACHON                              |           |                                                                             |
| 1860    | 1870     | François-Joseph LESCOT                      |           |                                                                             |
| 1870    | 1871     | Clément LEYGONIE                            |           |                                                                             |
| 1871    | 1876     | François-Joseph LESCOT                      |           |                                                                             |
| 1876    | 1881     | Arnauld DUBOIS                              |           |                                                                             |
| 1881    | 1888     | Eugène MAYJUROU de LAGORSSE                 |           |                                                                             |
| 1888    | 1890     | Jean ROBERT                                 |           |                                                                             |
| 1890    | 1895     | Arnauld DUBOIS                              |           |                                                                             |
| 1895    | 1900     | François MOURNAC                            |           |                                                                             |
| 1900    | 1905     | Paul-Louis RELIER                           |           |                                                                             |
| 1905    | 1921     | Romain GRANGIER                             |           |                                                                             |
| 1921    | 1925     | Antoine TRESPEUCH                           |           | Directeur de l’école de Turenne.                                            |
| 1925    | 1929     | Joseph BRUGEL                               |           |                                                                             |
| 1929    | 1941     | François LEYMARIE                           |           |                                                                             |
| 1941    | 1942     | Georges REYJAL                              |           |                                                                             |
| 1942    | 1944     | Elie LEYMARIE                               |           |                                                                             |
| 1944    | 1944     | André ESTIVAL                               |           | Présidents de la Délégation spéciale, nommés par le gouver nement de Vichy. |
| 1944    | 1958     | François LEYMARIE                           |           | Président du Comité local de Libération, puis, de nouveau maire.            |
| 1958    | 1983     | Joseph Rouveyrol                            |           |                                                                             |
| 1983    | 1990     | André ODOT                                  |           |                                                                             |
| 1990    | 1995     | André Baysse                                |           |                                                                             |
| 1995    | 2001     | Alain Soularue                              |           |                                                                             |
| 2001    | En cours | Yves Gary                                   | UMP-LR    | Retraité                                                                    |

## Démographie
L'évolution du nombre d'habitants est connue à travers les recensements de la population effectués dans la commune depuis 1793. Pour les communes de moins de 10 000 habitants, une enquête de recensement portant sur toute la population est réalisée tous les cinq ans, les populations de référence des années intermédiaires étant quant à elles estimées par interpolation ou extrapolation. Pour la commune, le premier recensement exhaustif entrant dans le cadre du nouveau dispositif a été réalisé en 2004.

En 2022, la commune comptait 803 habitants, en évolution de −5,53 % par rapport à 2016 (Corrèze : −0,59 %, France hors Mayotte : +2,11 %).
| 1793  | 1800  | 1806  | 1821  | 1831  | 1836  | 1841  | 1846  | 1851  |
| ----- | ----- | ----- | ----- | ----- | ----- | ----- | ----- | ----- |
| 1 610 | 1 617 | 1 716 | 1 722 | 1 988 | 1 854 | 1 868 | 1 876 | 1 891 |

| 1856  | 1861  | 1866  | 1872  | 1876  | 1881  | 1886  | 1891  | 1896  |
| ----- | ----- | ----- | ----- | ----- | ----- | ----- | ----- | ----- |
| 1 883 | 2 210 | 1 768 | 1 705 | 1 703 | 1 754 | 1 684 | 1 632 | 1 543 |

| 1901  | 1906  | 1911  | 1921  | 1926  | 1931 | 1936 | 1946 | 1954 |
| ----- | ----- | ----- | ----- | ----- | ---- | ---- | ---- | ---- |
| 1 467 | 1 423 | 1 349 | 1 133 | 1 101 | 967  | 976  | 894  | 823  |

| 1962 | 1968 | 1975 | 1982 | 1990 | 1999 | 2004 | 2006 | 2009 |
| ---- | ---- | ---- | ---- | ---- | ---- | ---- | ---- | ---- |
| 743  | 705  | 699  | 718  | 740  | 742  | 770  | 795  | 796  |

| 2014 | 2019 | 2022 | - | - | - | - | - | - |
| ---- | ---- | ---- | - | - | - | - | - | - |
| 822  | 811  | 803  | - | - | - | - | - | - |

## Patrimoine

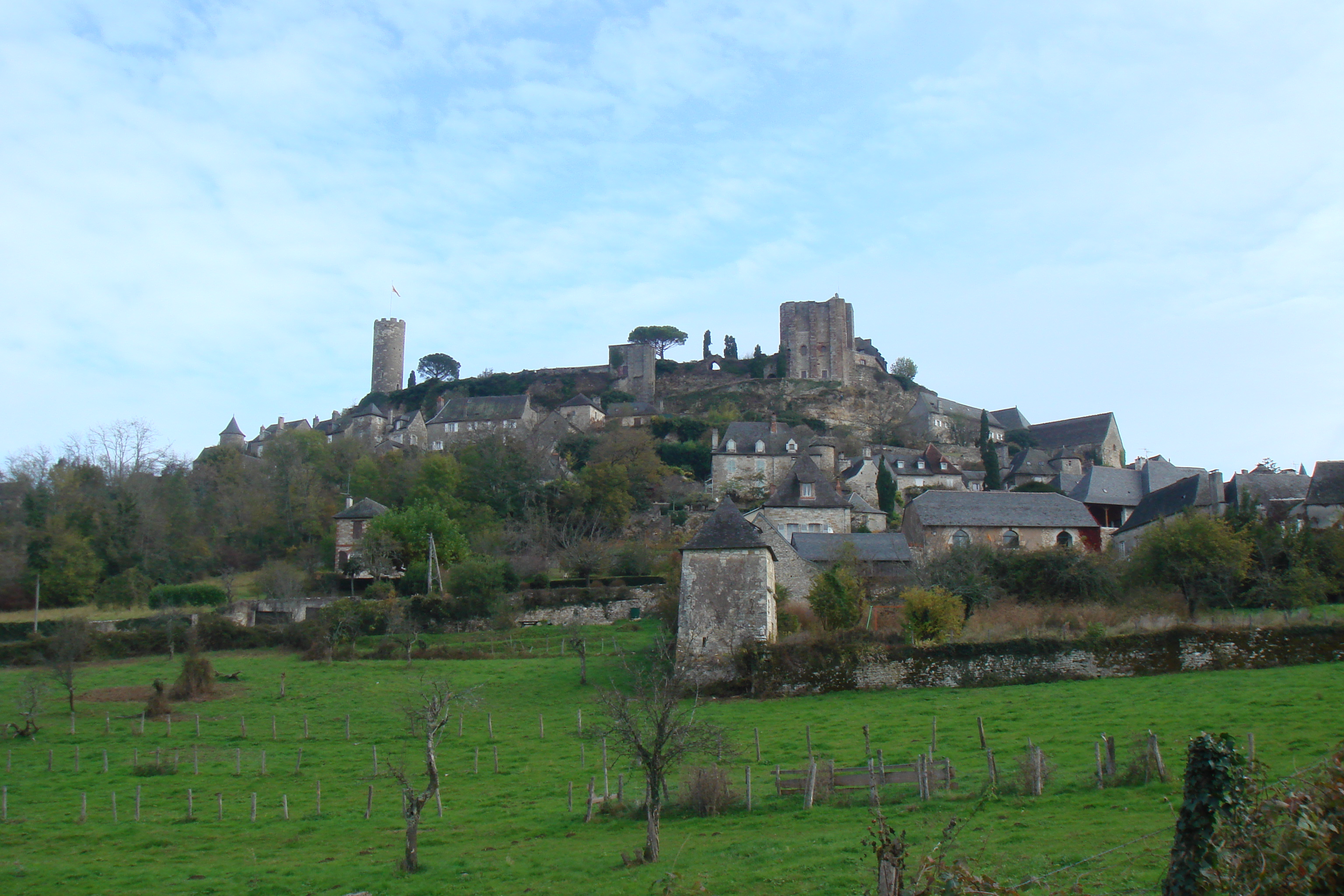
Vue du village depuis l'extérieur.

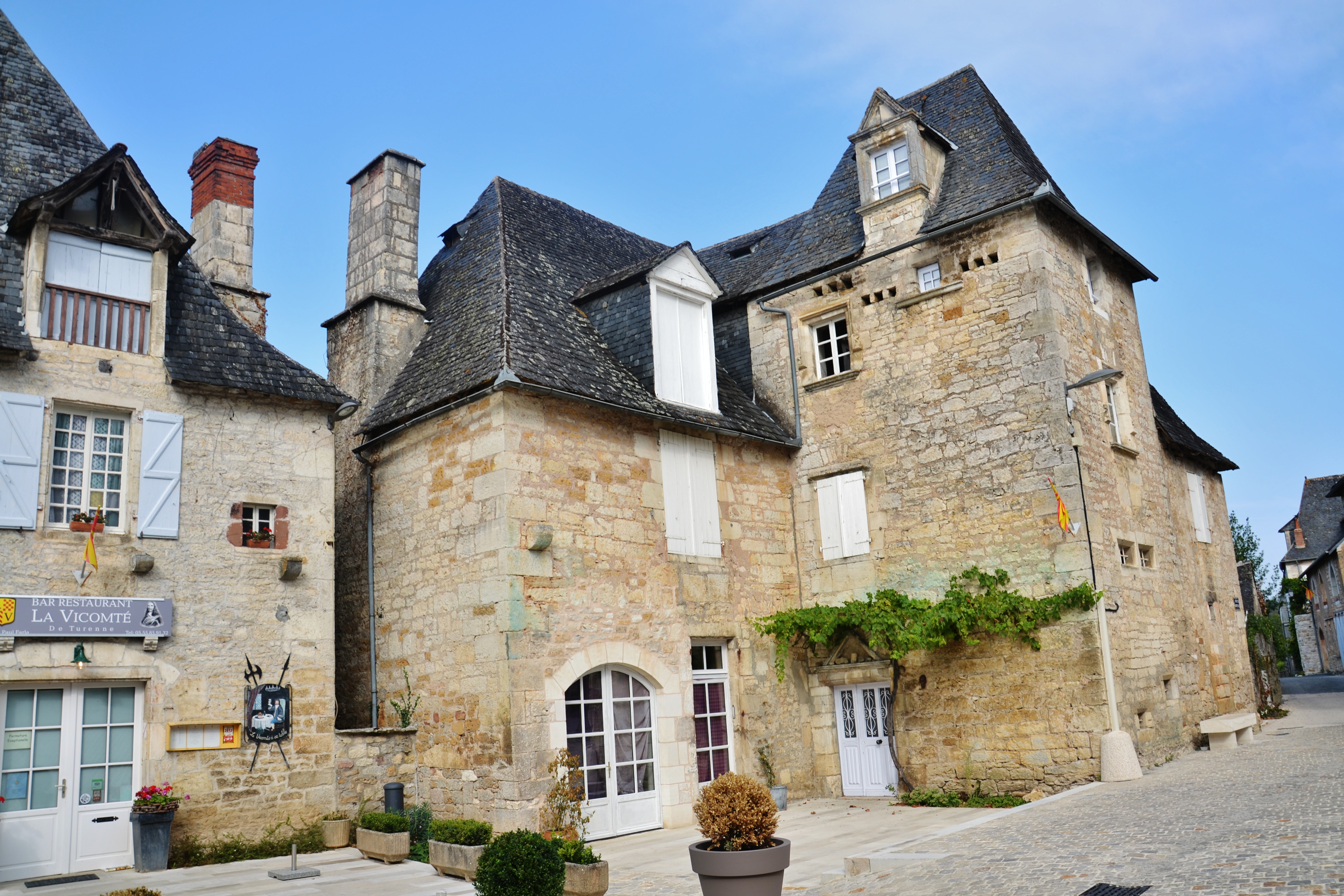
Maisons du bourg.

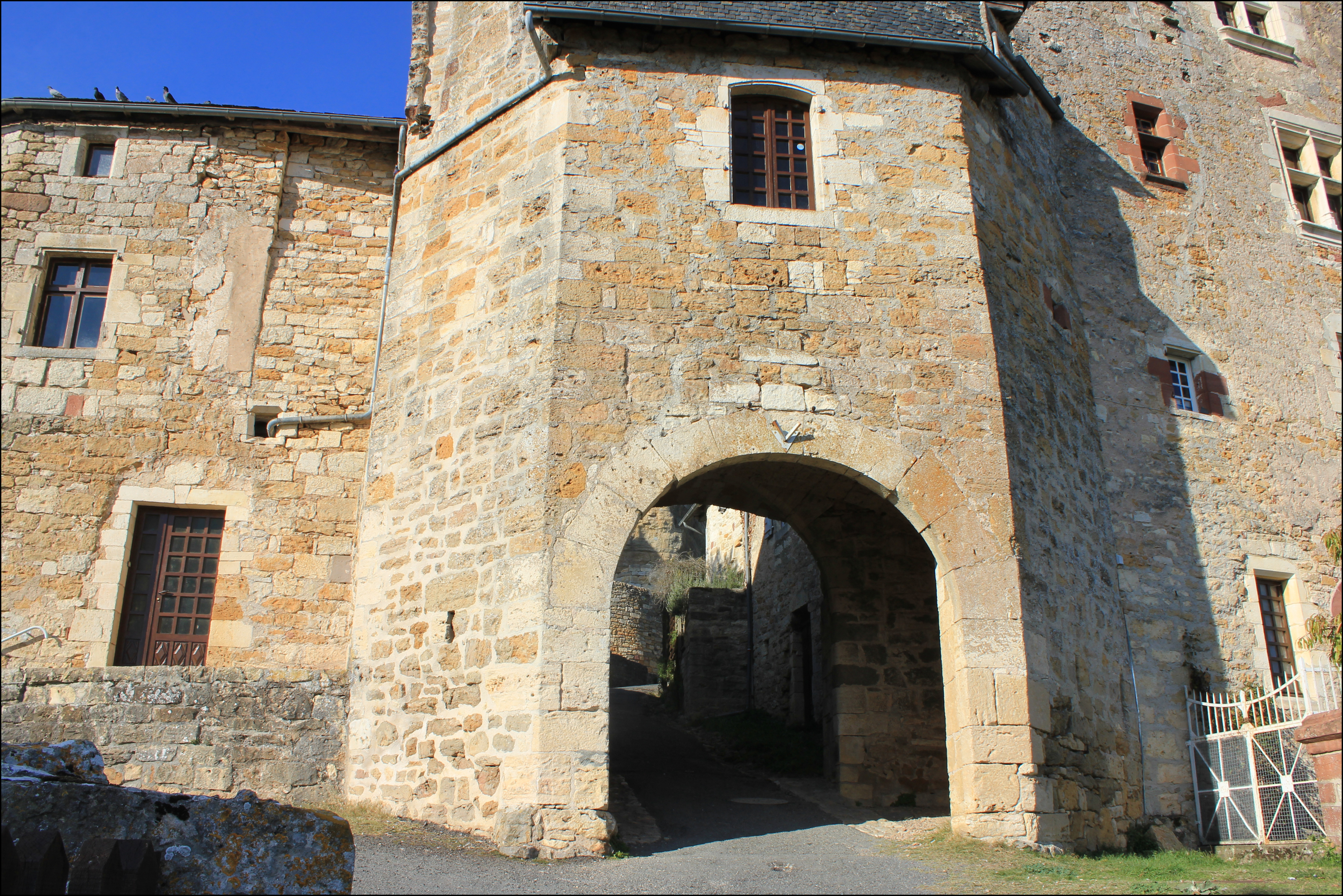
Porte donnant accès au château.

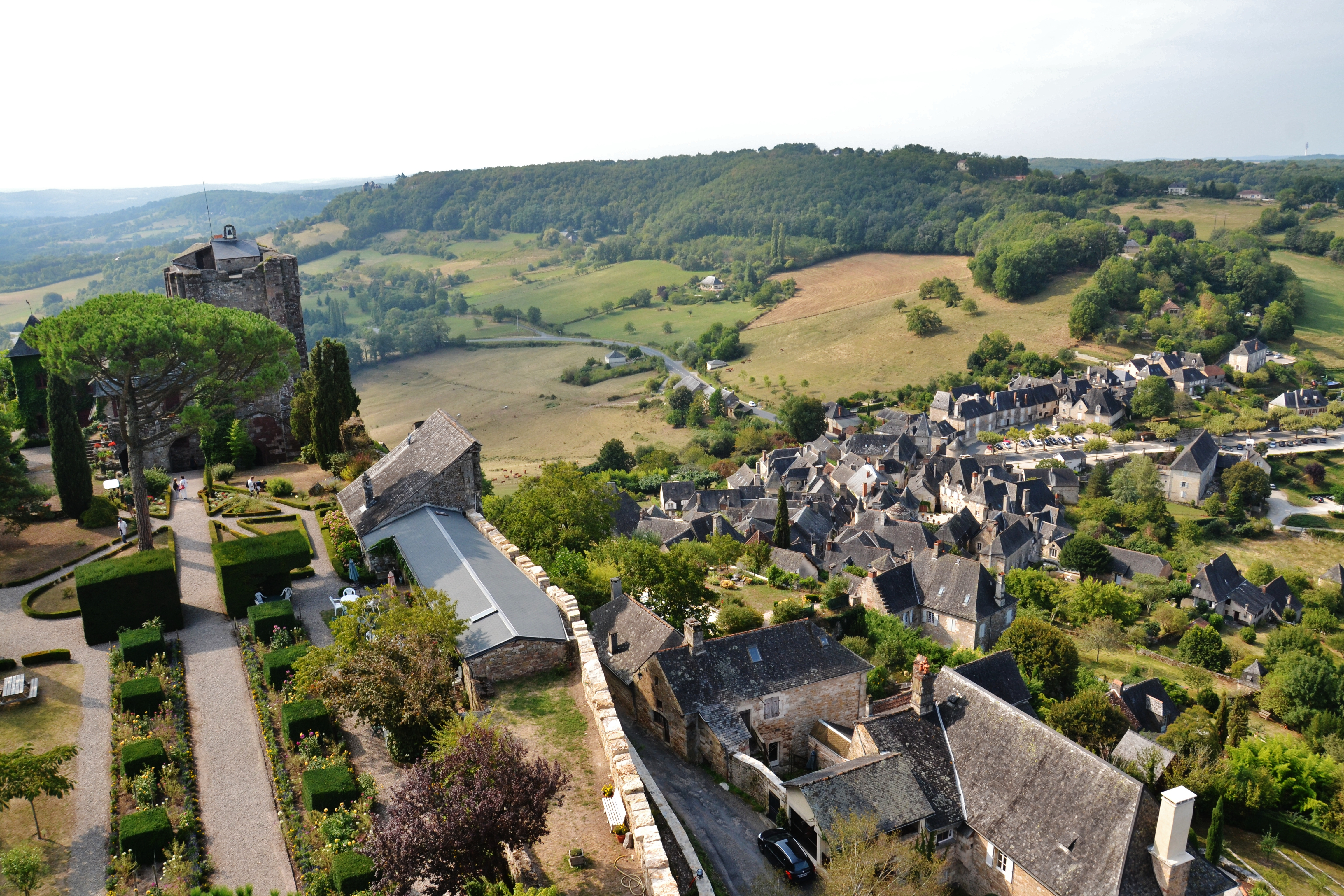
Vue sur le village, le jardin à la française et le donjon de l'ancienne forteresse vicomtale, et la campagne environnante, depuis la tour César.

### Patrimoine civil
- Maison Livet du XVe siècle inscrite aux monuments historiques[29].
- Maison Duché du XVIe siècle inscrite aux monuments historiques[30].
- Maison Cheyroux du XVe siècle inscrite aux monuments historiques[31].
- Château de Linoire du XVe siècle inscrit pour une partie et classé pour l'autre aux monuments historiques[32].
- La tour César (XIIe siècle) et la tour de l'horloge (XIIIe siècle), vestiges de l'ancienne forteresse classée aux monuments historiques[33].

Au XIVe siècle un second donjon, la « tour du Trésor ou tour de l'Horloge » est juxtaposé à l'ancien. De plan quadrangulaire elle est munie de contreforts plats comme les vieux donjons romans.
- Le village descend en cascade du XIIIe siècle au XVIIe siècle .
- Quantité de maisons nobles.

### Patrimoine religieux

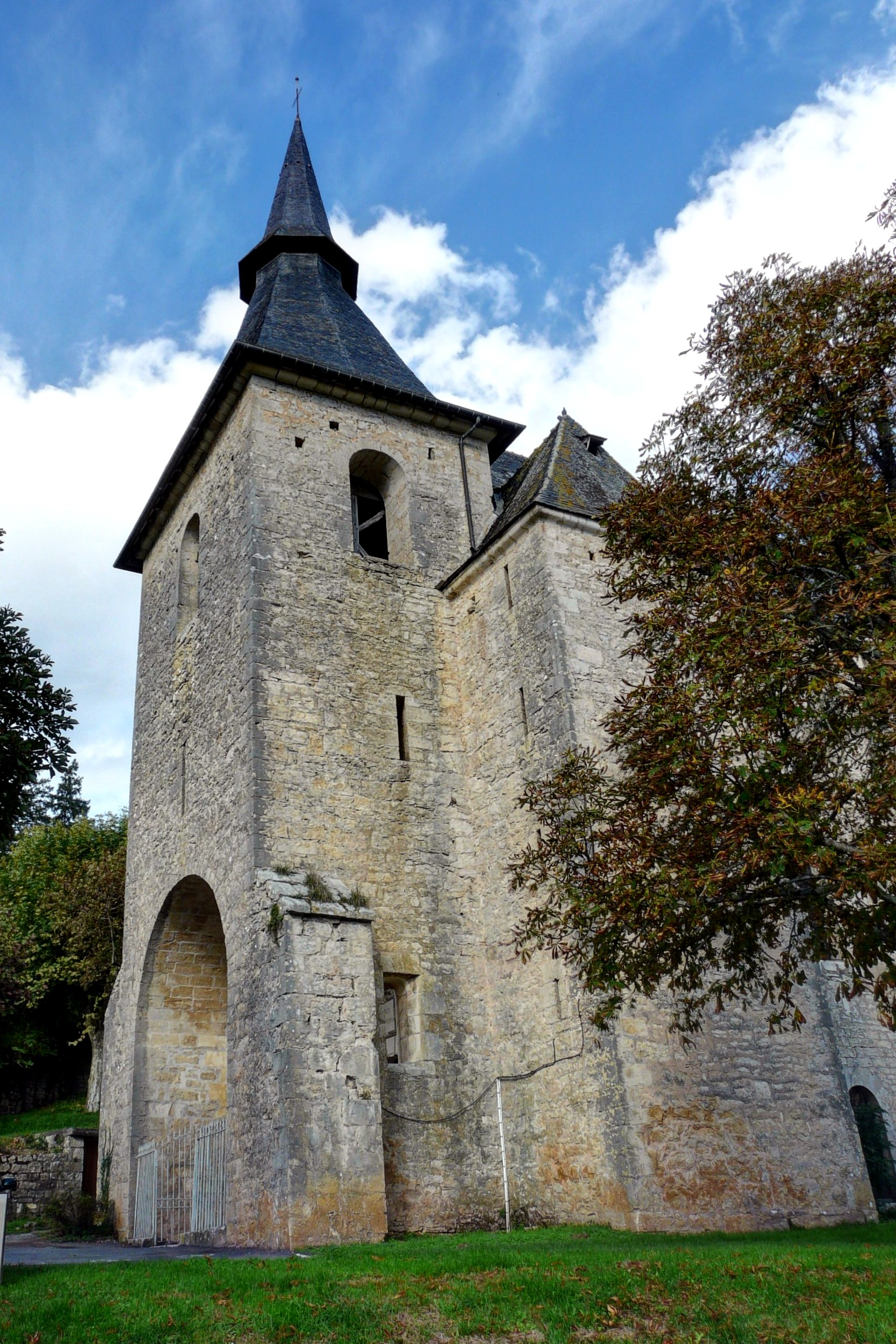
Notre-Dame-Saint-Pantaléon.

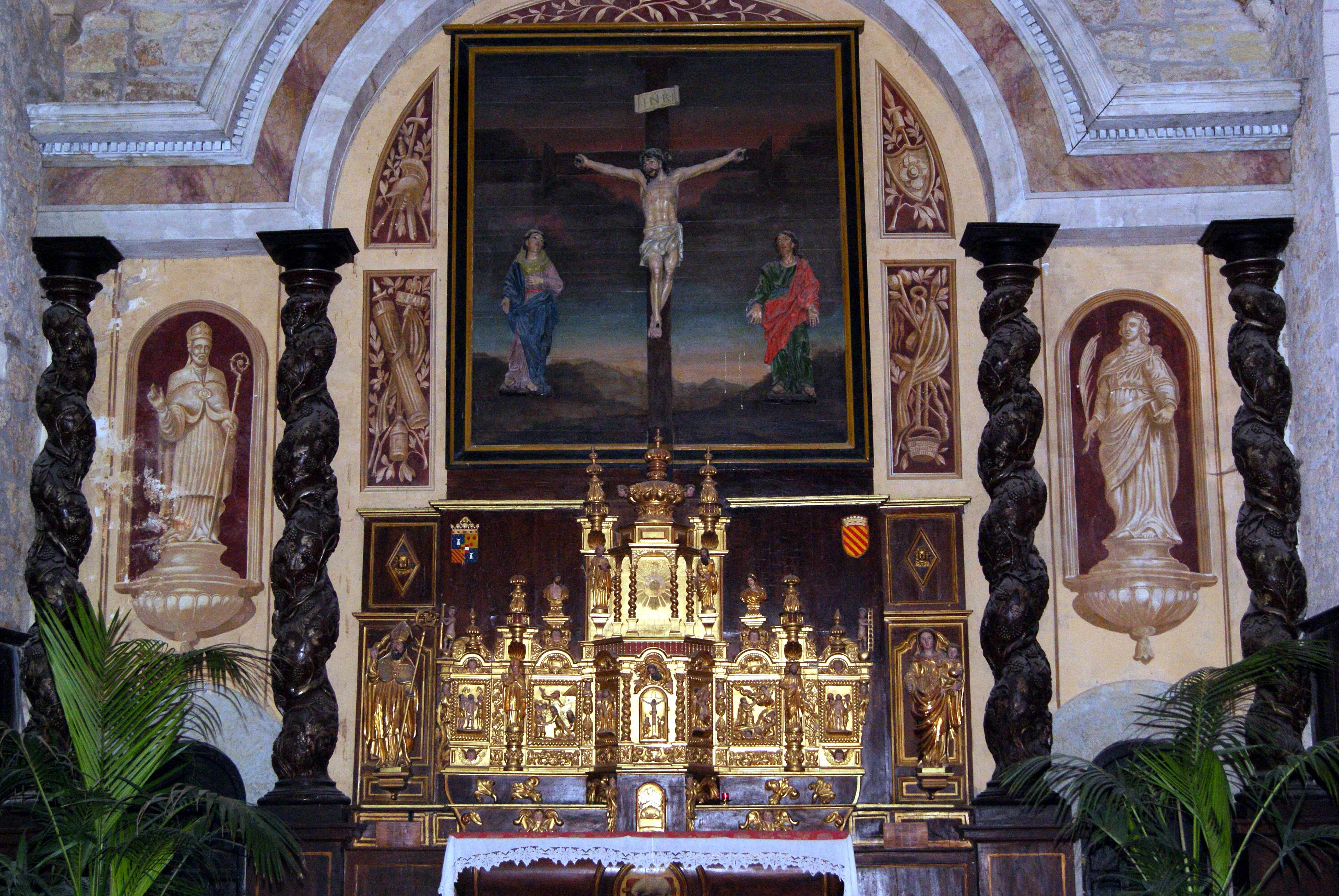
Collégiale Notre-Dame-Saint-Pantaléon.

- La collégiale de Turenne, baptisée Notre-Dame-Saint-Pantaléon a été construite de 1660 à 1680 dans un style roman très élevé (voûte à 13,20 m) et très sobre. Elle dispose d'un retable en bois doré à trois niveaux des frères Tournié de Gourdon (46). Sur les côtés du chœur, 18 stalles en bois permettaient aux chanoines du collège de Turenne d'apporter leurs chants et leur apparat à l'office. En bas du vitrail de saint Martial (créé en 1860), un médaillon décrit le château avant sa démolition après le rachat de 1738 par la couronne de France avec une précision étonnante : un levé topographique de 1998 fait ressortir les fondations des tours et gros murs, exactement comme sur le dessin. Une église Saint-Paul a existé à Turenne antérieurement, mais on n'en retrouve aucune trace. La collégiale et son retable sont classés aux monuments historiques. Un son et lumière très documenté (peut être trop !) est accessible au fond de la collégiale qui n'est ouverte que des Rameaux à Toussaint, pendant les vacances scolaires de la Corrèze et les dimanches après-midi. L'édifice a été classé au titre des monuments historiques en 1987[34].
- Ancienne chapelle des Capucins classée aux monuments historiques[35].

Selon les études récentes faites sur le patrimoine bâti roman en vicomté de Turenne par M. Paloumbas, il semblerait que la rue droite ait été doublée, rétrécissant ainsi cette voie principale qui monte directement au château.
Turenne est classée parmi les plus beaux villages de France.

## Personnalités liées à la commune
- Jean-Baptiste Paintandre, dit le Dragon, (17 février 1793 à Breuvannes-en-Bassigny en Haute-Marne - 5 novembre 1865 à Turenne), fondeur de cloches. Apprenti chez le maître saintier itinérant Augustin Martin (1787- 1851) dès 1817, il se marie à Turenne à Juliette Lagardelle en 1837 et installa sa fonderie à La Croix de Bellonie à Turenne[36]. Leur fils Hippolyte-Henri (1838-1897) poursuivit l'activité de la fonderie jusqu'à sa mort. La société Française de Campanologie a recensé une quarantaine de cloche signées « Paintandre à Turenne » [37].

## Héraldique
| Blason de Turenne | Blason  | Coticé d'or et de gueules de douze pièces.  |
| Blason de Turenne | Détails | Armes des Turenne. Voté le 22 janvier 1978. |